# Người bán rau quả

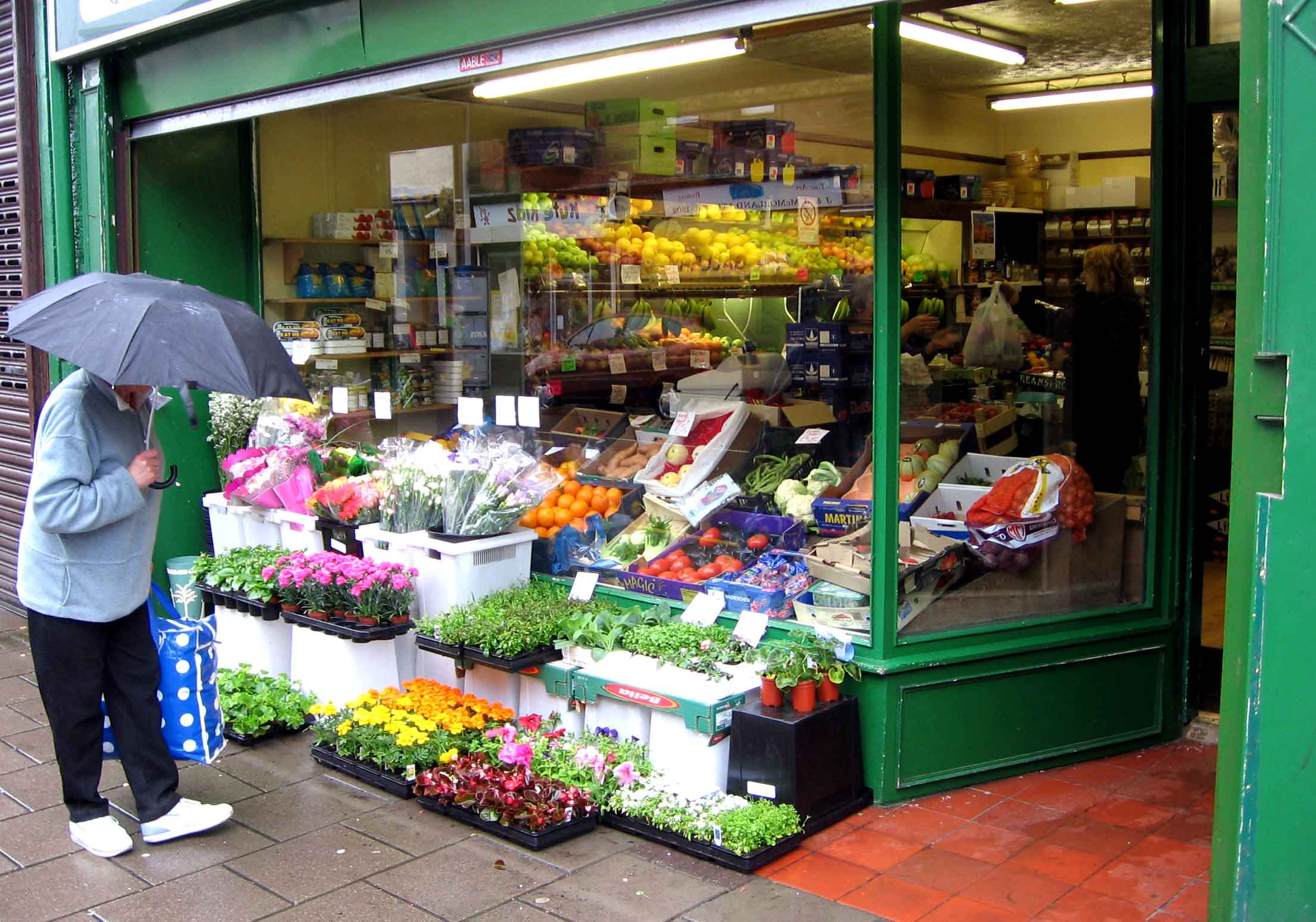
Mătj tiền cửa hàng của một người bán rau quả ở Gourock, Scotland

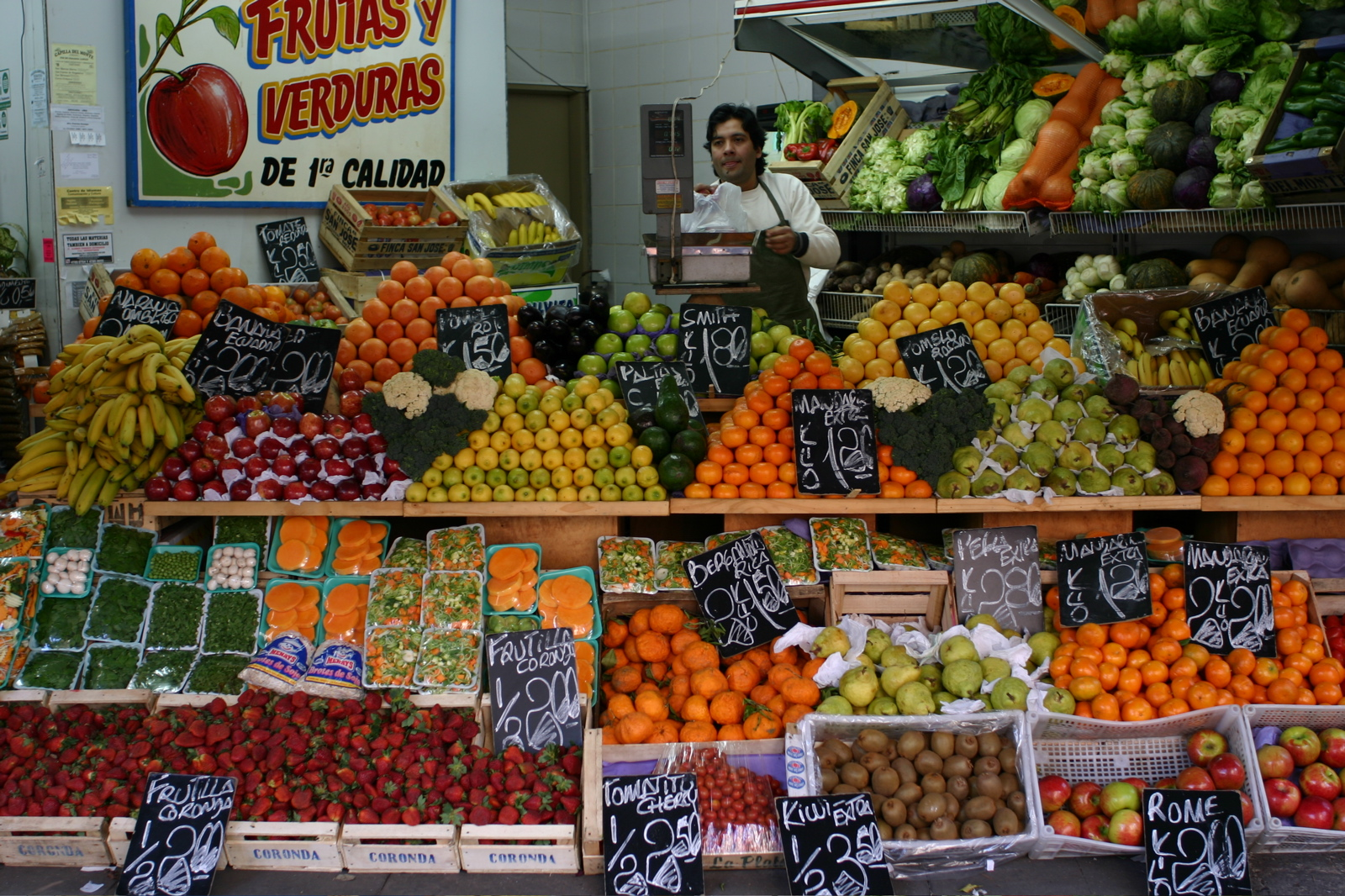
Cửa hàng của người bán rau quả ở Buenos Aires.

Người bán rau quả, còn được gọi là một người tiếp thị nông sản hoặc người bán trái cây là một bán nhà kinh doanh trong trái cây và rau quả đó là, trong xanh cửa hàng tạp hóa. Thuật ngữ người bán rau quả chủ yếu được sử dụng ở Anh và Úc, và cửa hàng của người bán rau quả đã từng phổ biến trong thành phố, thị trấn và làng mạc. Họ đã bị ảnh hưởng bởi sự thống trị ngày càng tăng của siêu thị, nhưng nhiều người có thể được tìm thấy quản lý cửa hàng nhỏ hoặc cửa hàng trong thị trấn và thành phố và trong một số làng. Người bán rau quả có thể cũng được tìm thấy trong đường thị trường và trung tâm quản lý bộ phận sản xuất tại siêu thị. Những thương nhân thông thường xử lý toàn bộ kinh doanh mua bán, và tự giữ sổ sách của mình.
Một phân khúc truyền hình được cung cấp có tên "The Green Grocer" có sự ủng hộ của người tiêu dùng Joe Carcione, tư vấn cho người xem về cách mua sắm trái cây và rau quả tốt nhất. Phân khúc nổi tiếng này được phát sóng trong những năm 1970 và 1980 tại Hoa Kỳ và Canada.

## Hô ngữ của người bán rau quả
Do sử dụng sai trên các dấu hiệu của người bán rau quả, một hô ngữ được sử dụng không chính xác để tạo thành từ chỉ số nhiều - chẳng hạn như táo, cam hoặc chuối - được gọi là hô ngữ của người bán rau quả.

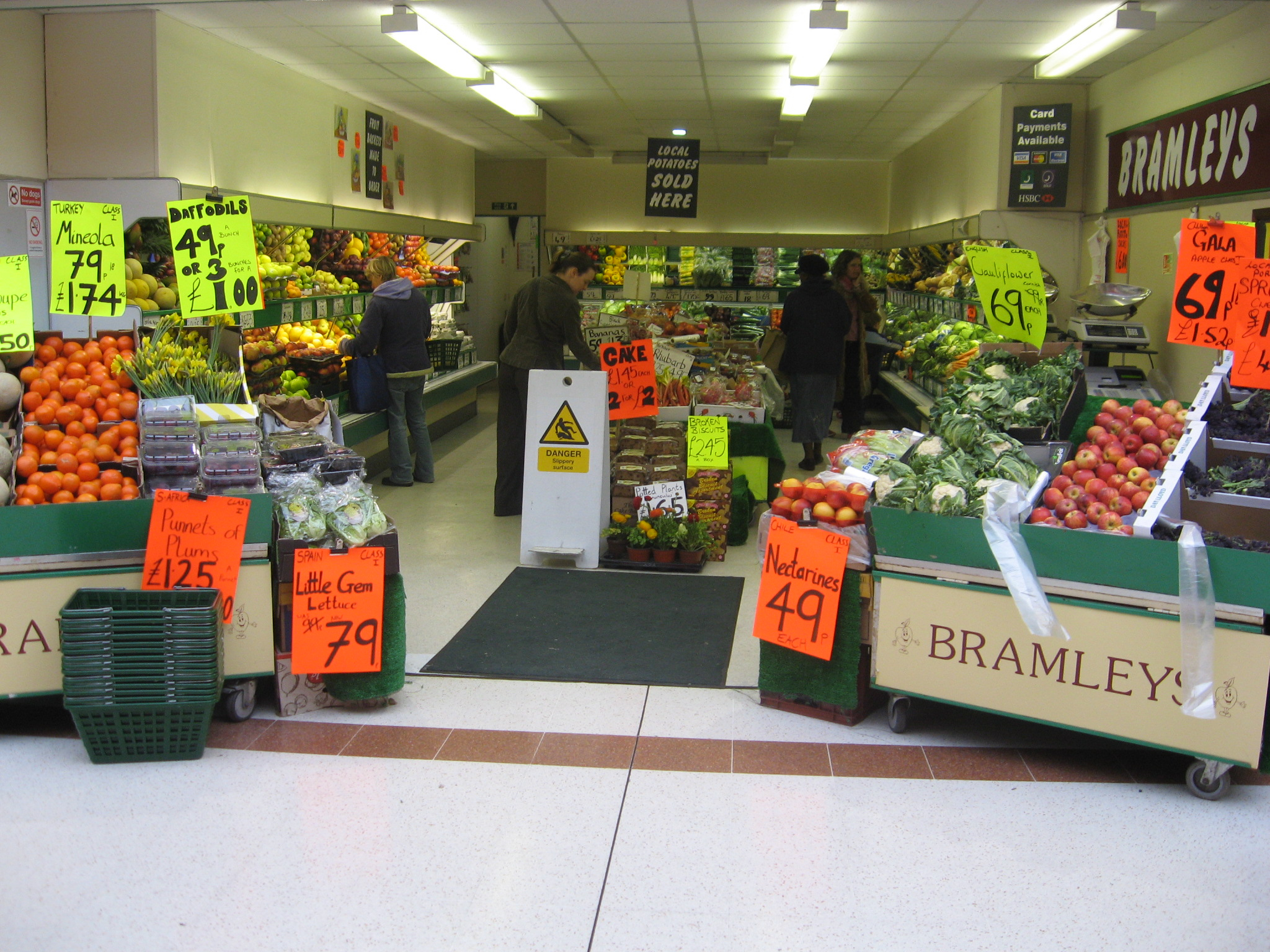
Nội thất của một cửa hàng bán rau quả ở Stroud, Gloucestershire